# Contortipalpia
Contortipalpia és un gènere d'arnes de la família Crambidae.

## Taxonomia
- Contortipalpia masculina Munroe, 1964
- Contortipalpia santiagalis (Schaus, 1920)